# Goera pilosa
Goera pilosa là một loài trong họ Goeridae. Chúng phân bố ở miền Cổ bắc.